# Enciclopedia universal ilustrada europeo-americana

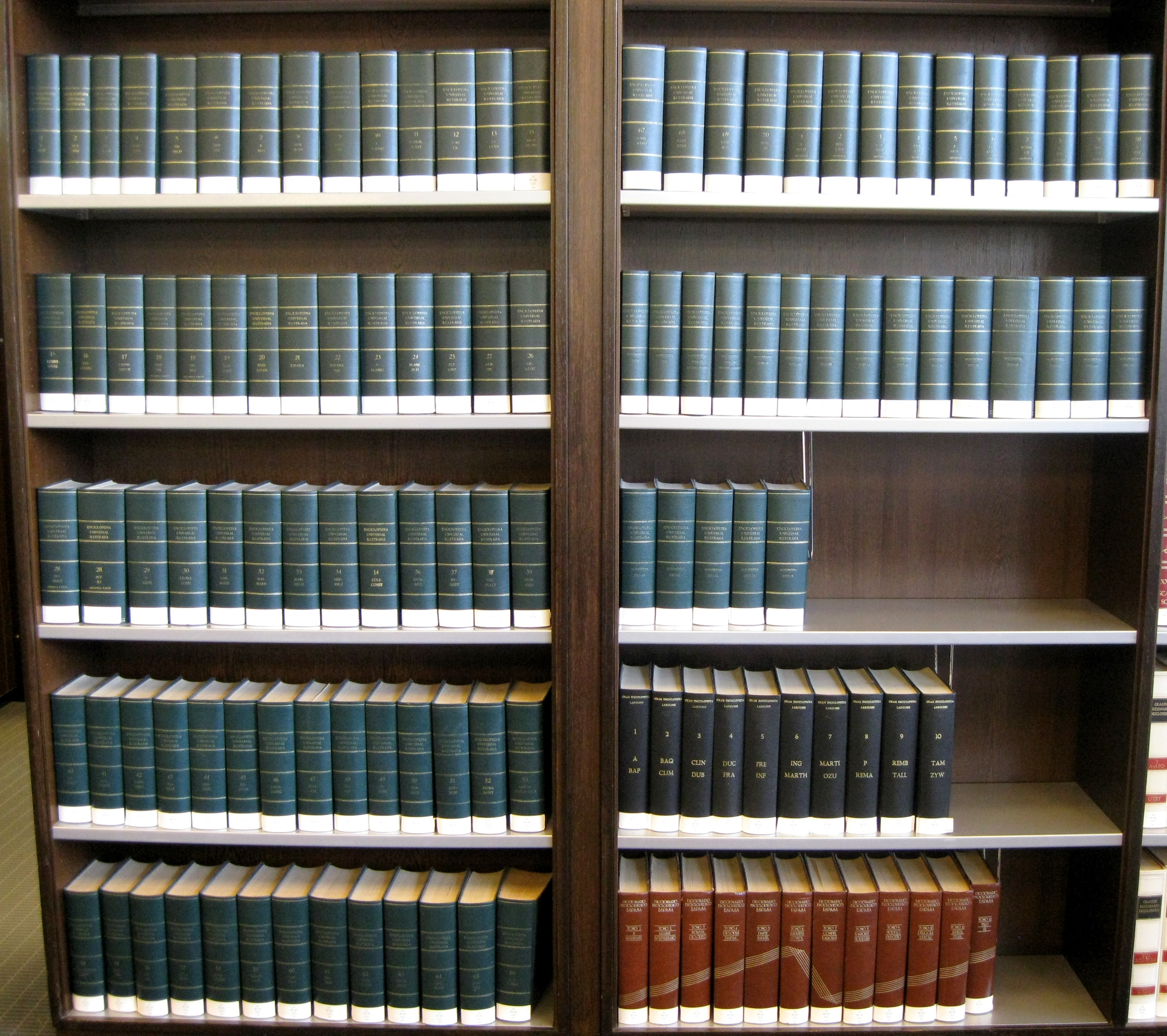
Espasa in einer Universitätsbibliothek

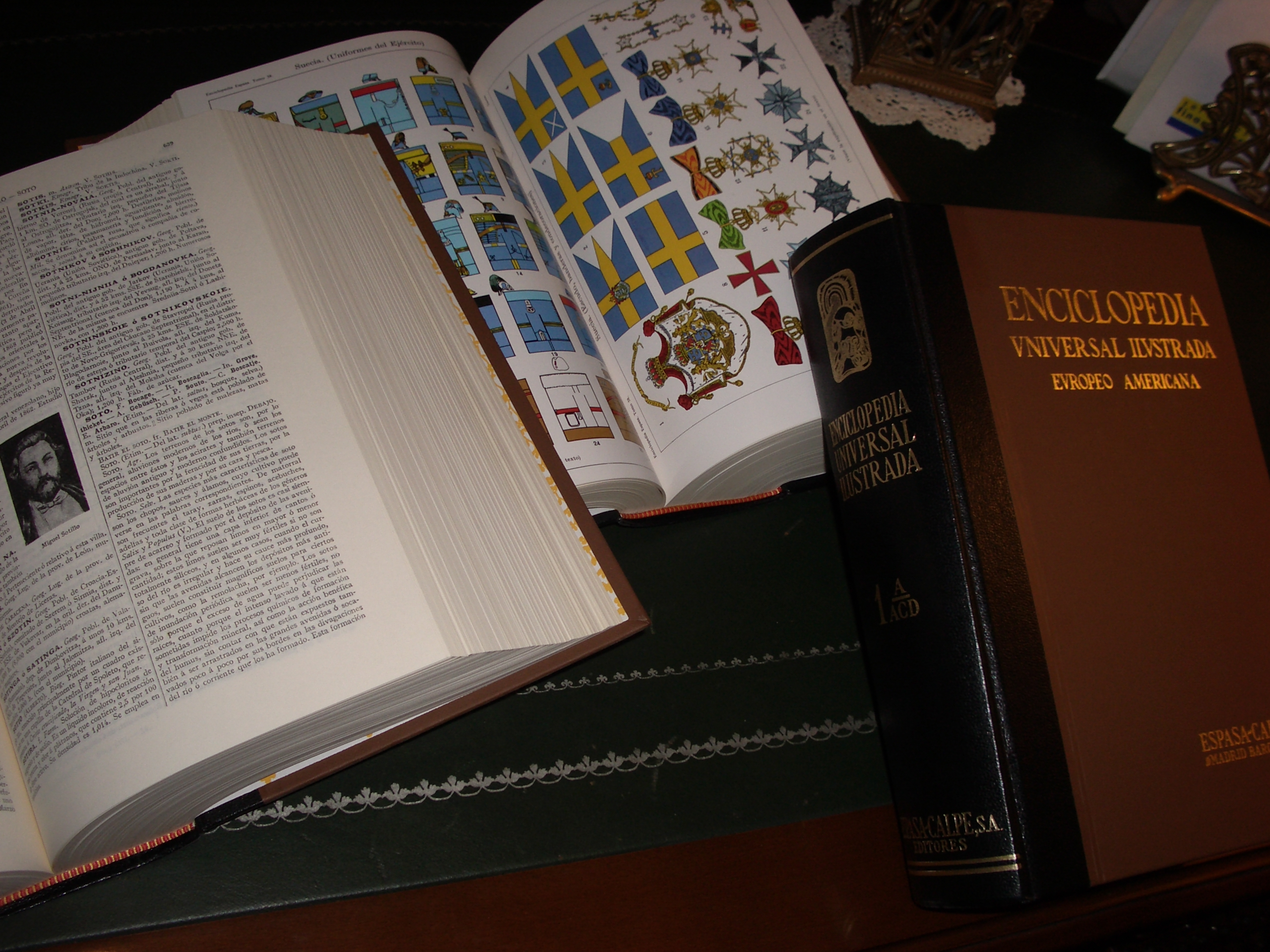
Espasa

Die Enciclopedia universal ilustrada europeo-americana ist eine Enzyklopädie aus Spanien. Sie wird nach dem Verlag oft kurz Espasa bzw. Espasa-Calpe genannt.
Sie umfasste zunächst 70 Bände in 72 Büchern (die Bände 18 und 28 wurden in Form von zwei Teilbänden herausgegeben) und erschien zwischen 1908 und 1930. Zehn Ergänzungsbände zur Aktualisierung der Inhalte wurden zwischen 1930 und 1933 als Apéndice publiziert. Zwischen 1934 und 2013 (ab 1953 im regelmäßigen Zweijahresrhythmus) erschienen thematisch geordnete Aktualisierungen als Supplement-Bände (Suplemento). Hinzu kamen 1983 noch ein Index, der 1998 aktualisiert wurde, ein alphabetischer Anhang (1997), ein Universal-Atlas, ein Atlas Spaniens und ein historischer Atlas. 
Im Jahr 2003 wurde die Enciclopedia in 90 Bänden neu aufgelegt. Diese Ausgabe bestand aus den ursprünglichen 72 Bänden, den 10 Apendices und einem achtbändigen Complemento Enciclopédico 1934–2002, die in alphabetischer Anordnung neueres Wissen zusammenfassten. Mit ihren 90 Bänden und über 900.000 Artikeln bzw. über 200 Millionen Wörtern war die Enciclopédia universal für Jahrzehnte die umfangreichste Enzyklopädie der Welt.
Seit Dezember 2005 enthält die englischsprachige Wikipedia erstmals mehr Wörter als die spanische Enciclopedia universal. Im gleichen Jahr erschien eine Multimedia-Ausgabe der Gran Espasa Universal.